# کانویر ایکس‌اف-۹۲
کانویر ایکس‌اف-۹۲‏ (که در سال ۱۹۴۸ مجدداً از ایکس‌پی-۹۲ نامگذاری شد) یک نمونه اولیه جت نسل اول آمریکایی با بال دلتا شکل بود. این طرح که در ابتدا به عنوان یک رهگیر دفاع نقطه ای در نظر گرفته شد، بعداً صرفاً برای اهداف آزمایشی مورد استفاده قرار گرفت و تنها یک نمونه از آن ساخته شد. با این حال، این طرح، کانویر را به استفاده از بال دلتا در تعدادی از طرح‌ها، از جمله اف-۱۰۲ دلتا دگر، اف-۱۰۶ دلتا دارت، بی-۵۸ هاسلر، اف۲وای سی دارت نیروی دریایی ایالات متحده و همچنین هواپیمای عمود پرواز اف‌وای پوگو سوق داد.

## کاربران
ایالات متحده آمریکا
- نیروی هوایی ایالات متحده آمریکا

## مشخصات فنی (ایکس‌اف-۹۲‏ای)
داده‌ها از Fighters of the United States Air Force
ویژگی‌های عمومی
- خدمه: ۱
- طول: ۴۲ فوت ۶ اینچ (۱۲٫۹۵ متر)
- پهنای بال: ۳۱ فوت ۴ اینچ (۹٫۵۵ متر)
- ارتفاع: ۱۷ فوت ۹ اینچ (۵٫۴۱ متر)
- مساحت بال‌ها: ۴۲۵ فوت مربع (۳۹٫۵ متر مربع)
- ایرفویل: NACA 65-006.5[۴]
- وزن خالی: ۹٬۰۷۸ پوند (۴٬۱۱۸ کیلوگرم)
- وزن ناخالص: ۱۴٬۶۰۸ پوند (۶٬۶۲۶ کیلوگرم)
- پیشرانه: ۱ عدد موتور توربوجت با پس‌سوز الیسون جی۳۳, ۴٬۵۰۰ پوند-نیرو (۲۰ کیلونیوتن) thrust dry, ۷٬۵۰۰ پوند-نیرو (۳۳ کیلونیوتن) با پس‌سوز

عملکرد
- حداکثر سرعت: ۷۱۸ مایل بر ساعت (۱٬۱۵۶ کیلومتر بر ساعت، ۶۲۴ گره)
- حداکثر ارتفاع: ۵۰٬۷۵۰ فوت (۱۵٬۴۷۰ متر)
- نرخ صعود: ۸٬۱۳۵ فوت بر دقیقه (۴۱٫۳۳ متر بر ثانیه)
- بارگیری بال: ۳۴ پوند بر فوت مربع (۱۷۰ کیلوگرم بر متر مربع)
- نیرو/وزن: ۰٫۵۱

## همچنین ببینید
- Lippisch P.13a
- Lippisch DM-1

توسعه مرتبط
- کانویر اف-۱۰۲ دلتا دگر
- کانویر اف-۱۰۶ دلتا دارت

هواگردهای با عملکرد، پیکربندی و یا دوره زمانی مشابه
- Boulton Paul P.111
- Leduc 0.10
- Nord 1500 Griffon

فهرست‌های مرتبط
- List of experimental aircraft
- List of fighter aircraft

## یادداشت
1. ↑  Winchester 2005, p. 242.
2. ↑  Knaack 1978, pp. 322–323.
3. ↑  Dorr and Donald 1990, p. 149.
4. ↑  Lednicer, David. "The Incomplete Guide to Airfoil Usage". m-selig.ae.illinois.edu. Retrieved 16 April 2019.

## کتابشناسی - فهرست کتب
- Bradley, Robert E. Convair Advanced Designs II, Crecy Publishing, 2013.
- Dorr, Robert F. and David Donald. Fighters of the United States Air Force. London: Temple, 1990. شابک ‎۰−۶۰۰−۵۵۰۹۴-X.
- Hallion, Richard P. "Convair's Delta Alpha". Air Enthusiast Quarterly, No. 2, n.d. , pp.  177–185. ISSN 0143-5450
- Hallion, Richard P. "Lippisch, Gluhareff, and Jones: The Emergence of the Delta Planform and Origins of the Sweptwing in the United States", Aerospace Historian, Vol.26, No.1, Spring/March 1979. pp.  1–10. (JSTOR copy).
- Jenkins, Dennis R. and Tony R. Landis. Experimental & Prototype U.S. Air Force Jet Fighters. North Branch, Minnesota, USA: Specialty Press, 2008. شابک ‎۹۷۸−۱−۵۸۰۰۷−۱۱۱−۶.
- Knaack, Marcelle Size. Encyclopedia of US Air Force Aircraft and Missile Systems: Volume 1 Post-World War II Fighters 1945–1973. Washington, DC: Office of Air Force History, 1978. شابک ‎۰−۹۱۲۷۹۹−۵۹−۵.
- Pace, Steve. X-Fighters: USAF Experimental and Prototype Jet Fighters, XP-59 to YF-23. St. Paul, Minnesota: Motorbooks International, 1991. شابک ‎۰−۸۷۹۳۸−۵۴۰−۵.
- Taylor, John W. R. & Michael J. H. Jane's Pocket Book of Research and Experimental Aircraft. Collier Books: New York, 1977 شابک ‎۰−۳۵۶−۰۸۴۰۵−۱.
- Watson, Heidi. "Daddy of the Deltas." The Friends Journal, U.S. Air Force Museum, Winter 1997/1998.
- Winchester, Jim. X-Planes and Prototypes. London: Amber Books Ltd. , 2005. شابک ‎۱−۹۰۴۶۸۷−۴۰−۷.
- Yenne, Bill. Convair Deltas from SeaDart to Hustler. Specialty Press: North Branch, MN, 2009. شابک ‎۹۷۸−۱−۵۸۰۰۷−۱۱۸−۵.